# Henry Chesbrough
Henry Chesbrough é o criador do termo Open Innovation proposto no livro Open Innovation: The New Imperative for Creating and Profiting from Technology (HBS Press, 2003).
O modelo de Open Innovation propõe uma nova abordagem para a organização da pesquisa, desenvolvimento e inovação nas empresas, através da utilização de idéias externas em seu próprio processo de inovação, ao passo que também disponibilizam para outras empresas idéias internas geradas em suas equipes de pesquisa e que não serão utilizadas em seu negócio. Esse livro foi considerado um dos melhores livros do negócio de 2003 e Henry Chesbrough foi nomeado Top 50 Innovator pela revista Scientific American.
Henry Chesbrough é Ph.D. em administração de empresas pela Universidade da Califórnia em Berkeley, cursou MBA na Universidade Stanford e graduou-se na Universidade Yale, summa cum laude.
Foi professor de Harvard e atualmente leciona na Haas School of Business da Universidade da Califórnia – Berkeley, onde é diretor-fundador executivo do Center for Open Innovation. Além disso, ele é chairman do Centro de Open Innovation no Brasil.
Com mais de dez anos de experiência na indústria de informática, trabalhou na fabricante de discos rígidos Quantum e aconselhou muitas empresas líderes sobre os benefícios de um modelo mais aberto, como IBM, P&G, 3M, Genentech, General Mills, Kimberly Clark, Intel, HP, EMC, Dell, Microsoft, SAP e Xerox.
Seus trabalhos acadêmicos foram publicados na Harvard Business Review, California Management Review, Sloan Management Review, Research Policy, Industrial and Corporate Change, Research-Technology Management, Business History Review e Journal of Evolutionary Economics.
Veio ao Brasil pela primeira vez em 16 de Junho de 2008, para uma palestra e debate com empresários, escolas de administração e órgãos públicos, em São Paulo, no Open Innovation Seminar 2008, que teve a sua segunda edição nos dias 22 e 23 de outubro de 2009 - Open Innovation Seminar 2009.